# Porlezza
Porlezza település Olaszországban, Lombardia régióban, Como megyében. Lakosainak száma 4858 fő (2023. január 1.). Porlezza Bene Lario, Carlazzo, Corrido, Tremezzina, Ponna, Valsolda, Claino con Osteno és Val Rezzo községekkel határos.

## Népesség
A település lakossága az elmúlt években az alábbi módon változott:
| Lakosok száma | 4916 | 4972 | 4858 |
|               | 2017 | 2018 | 2023 |